# Segar

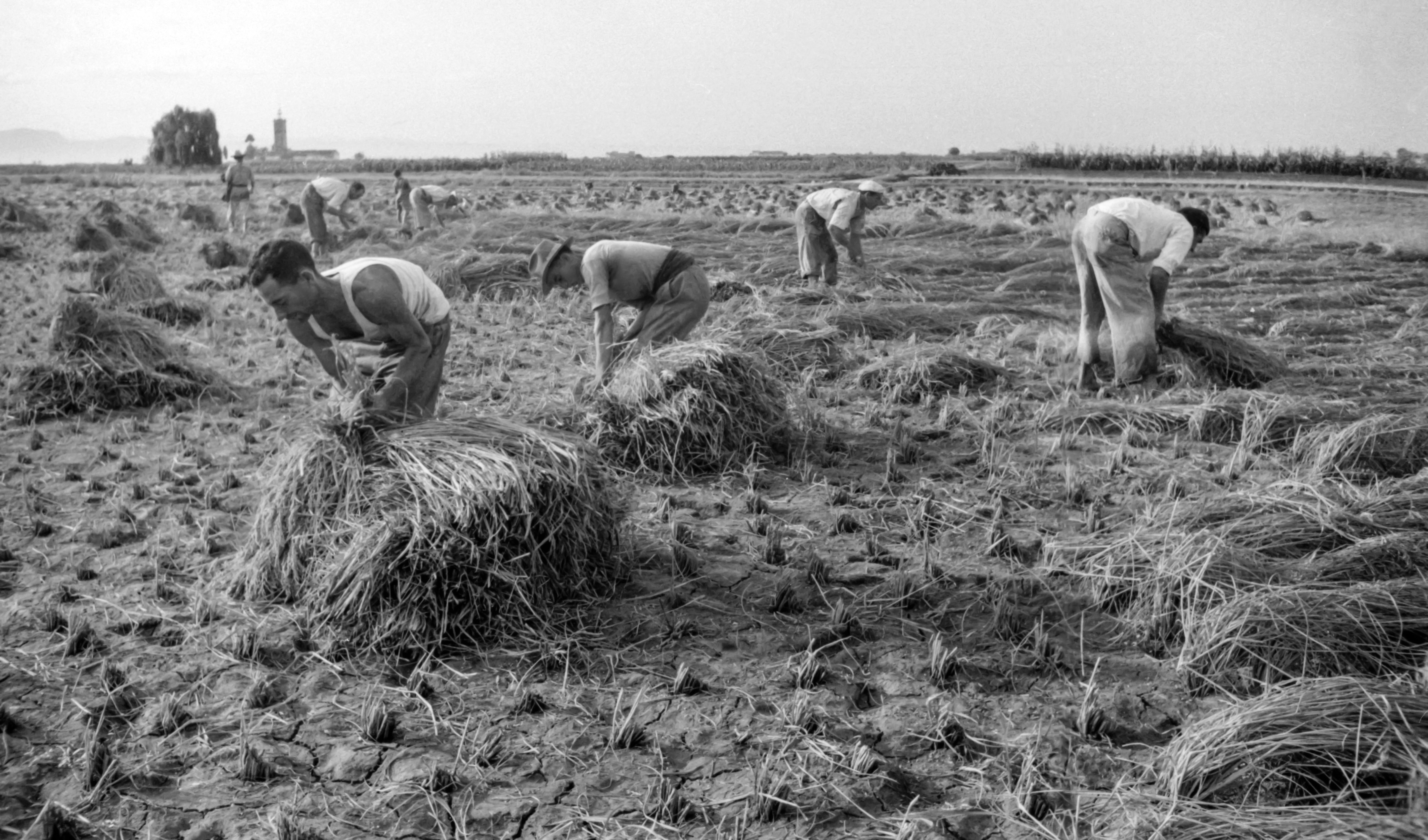
Segant arròs. Alginet, 1953

Segar (en alguns indrets estassar) és l'operació agrícola que consisteix en tallar amb la falç o una altra eina els cereals o les herbes.
Va inspirar cançons populars, com per exemple aquesta cançó eliminatòria de les Balears:
- Un, dos, tres, quatre
de segar en ve el batre
segarem, batrem
quina feina que tendrem
hem segat, hem batut
quina feina que hem tengut
Barrabís, barrabàs
Bis bas, pis pas